# جورپایان سیموثویدا
جورپایان سیموثویدا(نام علمی: Cymothoida) نام یک زیرراسته از راسته جورپایان است. این گروه از سخت‌پوستان عمدتاً به‌صورت گوشت‌خوار یا انگلی زندگی می‌کنند. تاکنون بیش از ۲۷۰۰ گونه برای این گروه جانوری معرفی شده است. این زیرراسته جانورانی با دهان‌های اختصاصی هستند که با دیگر اعضای جورپایان متمایز می‌شوند. این دهان شامل یک فک پایینی است که برای قطعه‌قطعه کردن بکار می‌رود.

## اعضای جانوری
منطبق بر WoRMS این گروه جانوری دارای چهار بالاخانواده است که عبارتند از:
- Superfamily Anthuroidea Leach, 1914
- Superfamily Cymothooidea Leach, 1814

Intraorder Epicaridea
- Superfamily Bopyroidea Rafinesque, 1815
- Superfamily Cryptoniscoidea Kossmann, 1880